# Винг Чун
Винг Чун (кинески 詠春拳, упрошћени кинески 咏春拳, изговара се на мандаринском дијалекту као јонг ћун, а на кантонском као винг ћун), је борилачка вештина.
"Wing Chun" је уобичајена романизација поред често коришћене Ving Tsun или Wing Tsun и значи вечито пролеће. Винг Чун је концептуална самоодбранбена вештина која користи ударце, полуге и бацања, и специјализована је за борбу на блиским дистанцама.

## Историја
Најраније помињање Винг Чуна забележено је у првој половини деветнастог века. Прве историјске личности везане за вестину чије се постојање не доводи у питање били су глумци тзв. Опере Црвених Чамаца и највероватније су они креатори стила. Први мајстори Винг Чуна били су Вонг Вах-Бо, Даи Фа Мин-Кам, Јик Кам и Леунг Је-Таи. Следећа генерација мајстора који су живели и радили у другој половини деветнаестог века били су Леунг Јан, Фок Бо-Ћеун, Чо Шун и Фунг Сиу-Чинг. Трећу генерацију мајстора, који су живели и радили крајем деветнаестог и у првој половини 20. века, између осталих чине и Чан Вах-Шун, Ло Кваи, Јуан Каи-Сан, Јуан Ћаи-Ван, готово сви мушки становници Пон Ју села и већи број рођака Леунг Јана из Ко Ло села. Од ових мајстора воде порекло готово сви стилови Винг Чуна који се тренирају данас.
Најпознатија легенда о настанку стила потиче од Ип Мана и укратко гласи овако: Након доласка Манчу династије на власт ствара се покрет отпора у манастиру Јужни Шаолин где се састају највиђенији борци тога доба како би креирали супериорну вештину борења у циљу свргавања завојевача са власти. На жалост мајстори су издани властима које су запалиле манастир и побиле већину побуњеника. Неколицина је ипак успела да се спасе. Међу преживелима је била и монахиња Нг Муи која је чувала тајну новостворене вештине борења. Монахиња је уточиште нашла у манастиру на граници Сечуан и Јунан провинција где је у оближњем селу упознала девојку по имену Јим Винг-Чун. Након што је Јим Винг-Чун била испрошена од стране локалног војног заповедника девојка је обећала да ће се за њега удати само ако је победи у борби. Девојка је замолила монахињу Нг Муи да је научи борењу како би избегла нежељени брак. Убрзо је монахиња девојку обучила тајном стилу борења који је донела из манастира Шаолин. Како легенда каже, Јим Винг-Чун је победила војног заповедника и касније се удала за трговца сољу, Леунг Бак Чаоа кога је научила својој новој вестини а он је за узврат стил назвао по својој жени, Винг Чун.
Постоје различите легенде које порекло стила измештају на различите локације а као креаторе именују друге историјске личности попут Чи Сима, Миу Хина, Даи Донг Фунга, Јат Чуна и многе друге. Свака линија има сопствену легенду о креирању вештине и оне се могу разликовати у детаљима или потпуно. Важно је напоменути да су кинески историчари након детаљног истраживања дошли до закључка да су Нг Муи, Јим Винг-Чун, Чи Сим, Миу Хин и остали легендарне личности и да не постоји ни најмањи траг њиховог стварног постојања.

## Историја на нашим просторима
Први пут се Винг Чун на просторима Југославије вежба од 1977. године захваљујући првом Винг Чун практиканту и мајстору са ових простора, често називаним оцем југословенског кунг фуа, Славку Трунтићу.
На подручју Србије Винг Чун се вежба од 1978. захваљујући Божидару Габершеку, првом мајстору неке кинеске борилачке вештине са подручја Србије. Данас његови наследници раде и обучавају хиљаде вежбача не само у Србији већ и широм света.

## Карактеристике Винг Чуна

### Структура, став и равнотежа
Винг Чун се као вештина заснива на неколико основних принципа од којих је структура тела најзначајнија. По теорији вештине особа која има бољу телесну структуру добија борбу. Правилна структура је као бамбус, чврста али флексибилна, добро утемељена, укорењена али лако покретна. Оваква структура се користи или за редирекцију спољне силе или за њено одбијање. Равнотежа је тесно повезана са структуром. Добра равнотежа помаже борцу да одржи структуру након напада или да је брзо поврати ако је нарушена. Добар део тренинга је усмерен на вежбање равнотеже.
Винг Чун има високе ставове са лактовима који су унутар линије тела. У ставу руке су постављене тако да чувају најосетљивије тачке на телу постављене дуж централне линије. У зависности од стила тело се у ставу ротира око различитих тачака на телу. Постоји само један стил Винг Чуна који не користи ротацију. Сви напади и контранапади имају своју базу у основном ставу.
Структура је важна не само за одбрану већ и за напад. Правилна структура и добар став ће омогућити вежбачу да генерише значајно јачу силу ударца.

### Опуштеност
Једна од значајних карактеристика Винг Чуна је опуштеност при извођењу техника. Претерана контракција мишића узрокује редукцију снаге и брзине ударца те се зато у Винг Чуну инсистира на опуштености. Непотребна контракција мишића такође троши више енергије и узрокује брзо замарање. Згрчени мишићи руку су мање покретни и значајно мање осетљиви на промену правца долазеће силе, поред тога дају противнику полугу преко које може лако да гура или вуче вежбача. Опуштени мишићи анулирају све наведене недостатке и стављају вежбача у супериоран положај у односу на противника.

### Централна линија
Постоји више дефиниција централне линије или линије центра како је неки зову. У зависности од стила јавља се од једне централне линије до више линија интеракције. Може се слободно речи да сваки мајстор има своју интерпретацију овог принципа. Најчешће се, са већим или мањим одступањима, централна линија дефинише као имагинарна линија која спаја центар груди практиканта са центром груди противника. Дуж ове линије налазе главне мете напада, очи, грло, нос, грудна кост, соларни плексус, гениталије. Технике су конципиране тако да штите централну линију, а да би се досегли дуги циљеви који су ван подручја централне линије користи се рад ногу. Основни циљ "Ћи Сао" вежби је да практиканта оспособе да доминира централном линијом. Напади дуж линије центра омогућавају да се енергија удараца што ефективније пренесе на тело противника, односно што су ударци ближи централној линији то се више енергије пренесе на тело противника. У неким стиловима централна линија је вертикална линија која пролази кроз центар тела делећи га на две симетричне половине, ове половине су даље подељене са две хоризонталне линије на високе и ниске површине, тзв. капије. Највећи део виталних тачака се налази дуж ове линије и практикант учи како да сачува своју и разори противникову централну линију. У неким стиловима централна линија дефинише центар масе тела и технике и рад ногу су прилагођени тако да је практикант увек правилно усмерен према противнику како би заштитио своју централну линију од напада. У неким стиловима се јавља "мајка линија", која представља имагинарну вертикалну линију која пролази кроз центар тела и дели га на два једнака дела и дуж ове линије се налазе главне тачке напада, а из ове линије се извлачи централна линија која у основи представља најкраћи пут између бораца. Негде оперишу и са хоризонталном и вертикалном централном линијом. Неки други стилови Винг Чуна имају другачије дефиниције централне линије.

### Ударци
Директ је основни ударац у Винг Чуну и потпуно се уклапа у концепт и стратегију стила, путује дуж централне линије и истовремено док се изводи штити централу линију онога ко га изводи. Такође се лако изводе серије удараца великом брзином. Директ се изводи тако што је песница окренута вертикално а лактови су усмерени надоле и не излази из линије тела. Ударна површина варира од стила до стила. Снага ударца се генерише кроз правилну структуру која се учи кроз прву форму, на вишим нивоима се учи генерисање силе ударца кроз ротацију кукова.

### Ударци ногом
Винг Чун има веома комплексан и разрађен систем борбе ногама. Са ножним техникама се први пут срећемо у другој форми (нивоу), као и у форми дрвене лутке, где се могу наћи готово сви ножни ударци. Још један метод тренинга ногу који се јавља само у Винг Чуну је "Ћи Герк", који је пандан "Ћи Сао" вежбама за руке и има исти циљ и метод само се вежбају ноге. У првој форми их нема, док се у трећој форми јављају или не у зависности од стила. Неки стилови из Кине имају целу једну форму која је посвећења шутирању и ножним блоковима. Систем ножних техника је подељен у три основне области: осам ножних удараца ("бот Герк"), осам ножних принципа ("бот Герк фат"), и дванаест ножних блокова ("суп је донг Герк"). Технике су конципиране да се лако савладају и да се њиховим комбиновањем може развити један успешан систем борења ногама. Сам систем је конципиран тако да остане отворен за интерпретацију. Осам ножних удараца се различито интерпретирају од стране различитих учитеља.
Ударци :
1. Ниски предњи ударац – Даи јинг Герк
2. Предњи ударац – Јинг Герк
3. Ударац на страну – Ванг Герк
4. Ники ударац на страну – Даи Ванг Герк
5. Ударац унутрашњим сводом стопала – Герк Боие
6. Спољни шибајући ударац – Ган Герк
7. Ударац коленом – Хај Герк
8. Стружући ударац – Јаи Герк

Осам ножних принципа су у корелацији са осам удараца. Ових осам концепата или принципа су директно повезни са начином како се користи нога. Они се често мешају са осам удараца, али у ствари ове технике репрезентују идеје коришћења ногу а не саме технике и у комбинацији са ударцима уводе вежбача на један виши, напреднији ниво вештине шутирања.
Принципи:
1. Подизање (дунг)
2. Закуцавање (дан)
3. Чишћење (со)
4. Извлачење (туи)
5. Кружење (хуен)
6. Избегавање (тио)
7. Изнанадно, тренутно дејсто (јут)
8. Чаи принцип

Дванаест ножних блокова комплетирају систем борења ногама и нуде потпуну заштиту од напада ногама од појаса надоле. Дванаест блокова у комбинацији са осам принципа дају нове одбијајуће и блокирајуће технике и тако стварају одбрамбени „фронт“.
Технике блокова:
1. Таан Герк
2. Бонг Герк
3. Јут Герк
4. Лон Герк
5. Јеет Герк
6. Пак Герк
7. Ву Герк
8. Ау Герк
9. Фок Сут
10. Таан Сут
11. Тор Сут
12. Гваи Сут

### Блиска дистанца
Винг Чун је вештина блиске дистанце. Практиканти вежбају да брзо напредују до потребне дистанце а онда кроз сопствену структуру контролишу структуру и баланс противника и тако добијају борбу.

## Карактеристике

### Форме
Форме су скупови покрета који се изводе по одређеном редоследу у циљу развоја структуре, равнотеже, правовремености, генерисању енергије и осталих борилачких атрибута. и Сан Сик
Сан Сик (преведено као посебне или одвојене форме) су компактни сетови покрета који уче истим стварима као и форме. Сан Сик је конципиран тако да се исти покрети вежбају на празно, на дрвеној лутки и са оружјем. Сан Сик су претеча данашњих форми и првобитна верзија вештине је садржала искључиво Сан Сик метод

#### Форме "Празних Руку"
| 小念頭 | Шил Им Тао, форма мале идеје или малог пута.                 | Прва и најзначајнија форме Винг Чуна. На почетном нивоу форма учи базичним покретима и основном ставу. |  |
| 尋橋   | Чум Киу, буквално преведено значи потањање - спуштање моста. | Друга форма учи како се одржава структура у покрету, контроли равнотеже, раду ногу, ножним ударцима, принципима контроле дистанце и успостављања контакта са противником, новим начинима генерисања енергије ударца. Друга форма репрезентује борбену срж вештине.                                            |  |
| 鏢指   | Биу Це се буквално преведи као убадајући прсти.              | Трећа форма учи принципима враћања и успостављања поновне контроле централне линије уколико је она изгубљена услед вештине противника или грешке практиканта. Трећа форма поред тога учи борби у клинчу, употреби лактова и колена и полугама на прстима као и нападима на осетљиве тачке на телу противника. |  |

#### Дрвена лутка
| 木人樁 | Мук Јан Јонг или дрвени човек | Дрвена лутка је помоћна справа за вежбање карактеристична за Винг Чун. Постоје различите дрвене лутке које се користе у другим кинеским вештинама борења али се тренингу на овој справи нигде не поклања толика пажња као у Винг Чуну. Сама форма у зависности од стила има од 108 до 150 покрета а неки стилови имају и више форми. Покрети у форми су заправо покрети из прве три форме а дрвена лутка помаже вежбачу да даље усавршава и развија неопходне борбене атрибуте и навике. Поред класичне дрвене лутке у добром броју стилова се користе и "јук Јонг" или бамбусове лутке које имају флексибилне руке и користе се као допуна тренингу на класичној лутки |  |

#### Форме
Значајан број стилова има другачији скуп форми. Стил познат под именом Венг Чун има већи број форми од којих ни једна није компатибилна са напред поменутим формама. Вијетнамска верзија вештине такође има већи број форми поред напред наведених. Там Јеунг, Ко Ло стилови којих има 4 и Чеунг Бо стил се састоје у потпуности из Сан Сик метода, док Сум Нунгов стил садржи и Сан Сик метод и класичне форме. Сум Нунгов и Чеунг Боов метод поред класичне лутко користе и тзв меку, бамбусову лутку. Пао Фа Лиен стил има укупно 28 форми, користи већи број традиционалног оружја и користи више врста лутки. Там Вонг Биу систем има 12 форми које укључују класичне форме и користи висе врста традиционалног оружја .

#### Оружје[5]
Када се савладају форме празних руку и дрене лутке прелази се на рад са оружјем. Главна оружја Винг Чуна која се могу наћи у свим линијама и стиловима су тзв. лептир мачеви и змајева мотка. Поред тога у Винг Чуну се користе и копља, класични мачеви, кинеске хелебарде, стрелице које се бацају из руке, мотке различитих дужина, итд.
| 八斬刀   | Код нас познати као "лептир мачеви"  | Форма лептир мачева учи основама борења овим оружјем. Поред тога ова форма учи новим начинима кретања, генерисања енергије ударца и принципима који се користе у голорукој борби.                                                              |  |
| 六點半棍 | Код нас позната као "змајева мотка". | Ово оружје дужине између 2 и 3 метра је карактеристично за све стилове настале Гуандонг провинцији. Употреба и начин тренинга су мање више исти код свих уз разумљиве разлике у приступима и методама које карактеришу сваки појединачни стил. |  |

### Ћи Сао
Ћи Сао или слепљене руке су систем вежби развијених у циљу побољшања аутоматског одговора вежбача на промену смера и количину енергије долазећег ударца. Ћи Сао се у потпуности ослања на структуру и вежбачу помаже да стекне осећај и развије неопходне рефлексе у циљу доминације и контроле простора централне линије. Различити стилови имају различите системе дрилова са унеколико различитим схватањем сврхе и циља овог система тренинга.

### Ћи Герк
Слепљене ноге, систем вежби за ноге са истим циљем и концепцијом као и Ћи Сао.

### Дрвени прстен
Дрвени или прстен од ратана. У неким стиловима се ова помоћна справа користи како би почетници стекли осећај за правилан положај лактова. Постоји систем вежби док се у неким системима могу наћи и форме развијене за ову специфичну врсту тренинга.

## Раширеност
Винг Чун је после Таи Чи Чуана најзаступљенија кинеска борилачка вештина која се тренира у готово свим земљама света.

## Винг Чун у популарној култури
Дони Јен је играо улогу Ип Мана, учитеља Винг Чуна у филму Ип Ман из 2008, као и у његовим наставцима Ип Ман 2, Ип Ман 3 и Ип Ман 4.
Стивен Амел у серији Ароу употребљава Винг Чун у свом стилу борбе.